# Estátua de D. Sebastião
A Estátua do monarca D. Sebastião, é um monumento de homenagem  ao rei português D.Sebastião, localizado em Esposende, junto às piscinas municipais da Foz do Cávado, na Praça D. Sebastião. Ele foi erguido pela Câmara Municipal de Esposende, em 1973, na comemoração ao IV (quarto) centenário da cidade, que foi fundada em 19 de agosto de 1572. D. Sebastião foi um monarca português, sendo o décimo sexto rei de Portugal. O monumento é de autoria da Lagoa Henriques e da fundição "Bronzes Artísticos" e foi oferta da Direcção-Geral dos Edifícios e Monumentos Nacionais , do Ministério das Obras Públicas (DGEMN), tendo o arranjo do espaço para o acolher.  